# Bašajkovac
Bašajkovac je brdo krškog sastava, koje se uzdiže sjevernoistočno od Livna, u jugozapadnom dijelu Bosne i Hercegovine. U podnožju izvire krška rijeka Bistrica. Na njegovim padinama se nalaze ostaci starih rimskih utvrda, kao i livanjski Gornji grad, koji svoje porijeklo vuče iz doba Osmanske vladavine. U sklopu fortifikacijskog zida nalazi se jedna od rijetkih očuvanih kula gradskog zida, popularna Veis ili Vujadinova kula.